# Powerpop
Powerpop is een populair muziekgenre dat zijn inspiratie haalt uit de Britse en Amerikaanse pop en rockmuziek uit de jaren zestig. Het bevat meestal een combinatie van muzikale hulpmiddelen, zoals sterke melodieën, frisse vocale harmonieën, zuinige arrangementen en prominente gitaarriffs. 
Instrumentale solo's zijn meestal tot een minimum beperkt, en ook blues-elementen zijn grotendeels geminimaliseerd.
Opnamen hebben de neiging om productiewaarden als compressie en een krachtige drumbeat weer te geven.
Gebruikte instrumenten zijn doorgaans een of meer elektrische gitaren, een elektrische basgitaar, een drumstel en soms elektrische keyboards of synthesizers.
Hoewel de culturele impact kwam en ging in de afgelopen decennia, is powerpop een van de meest duurzame subgenres in de rock.